# 納蘭科山聖瑪利亞教堂
納蘭科山聖瑪利亞教堂（西班牙語：Iglesia de Santa María del Naranco）是西班牙的一座羅馬天主教的教堂，位於西班牙北部城市奧維耶多以北3（1.9英里）處。教堂竣工於848年。1985年，該教堂被联合国教科文组织列入世界文化遺產。

## 大众文化
由伍迪·艾伦导演的电影《情迷巴塞隆拿》部分场景拍摄于納蘭科山聖瑪利亞教堂。该电影获得2008年度的金球奖。

## 图集

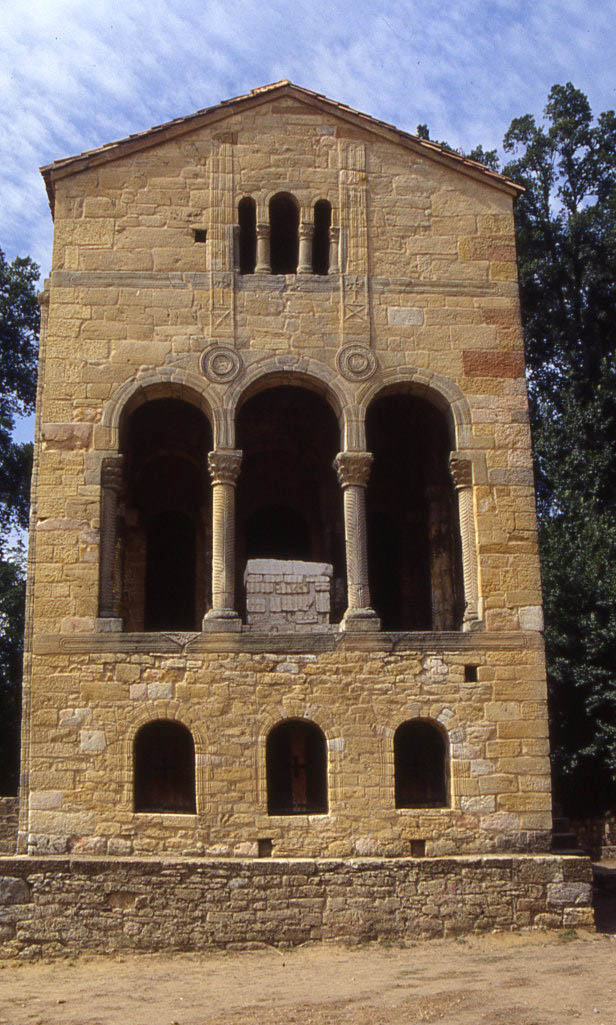
正立面
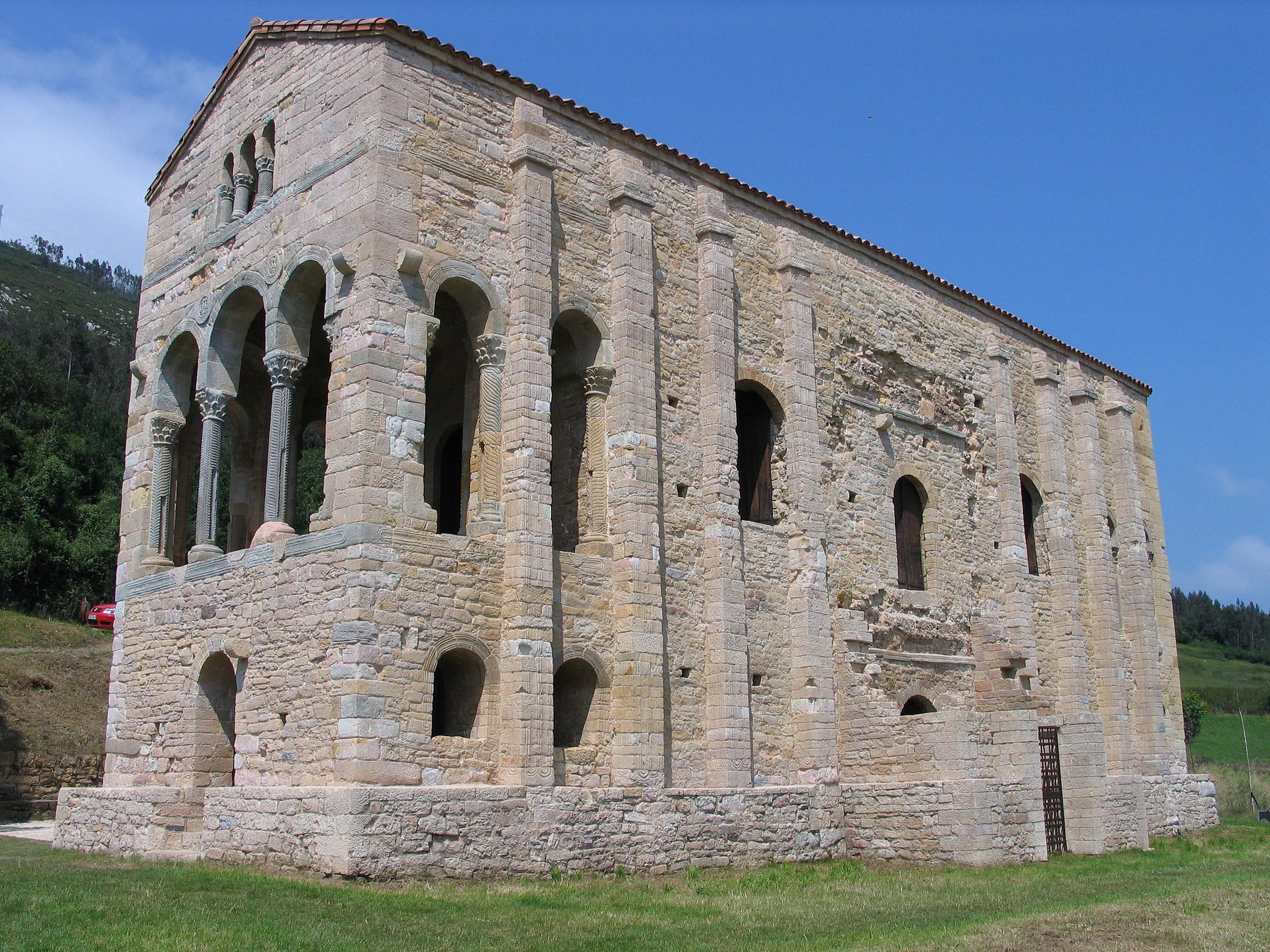
外部
图纸
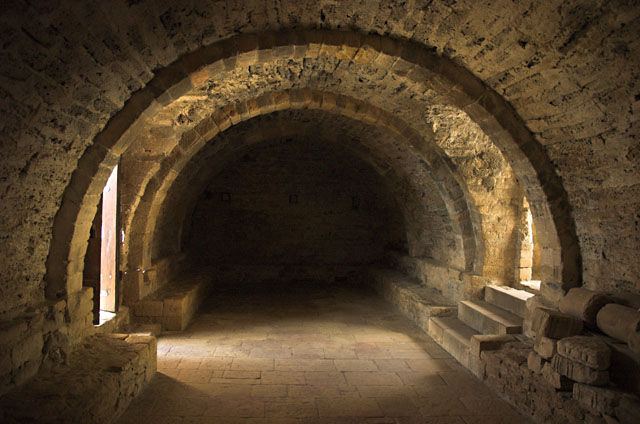
内部

## 外部連結
- 维基共享资源上的相關多媒體資源：納蘭科山聖瑪利亞教堂
- 官方网站 （页面存档备份，存于）
- 谷歌地图3D模型 （页面存档备份，存于）